# Norma Farber First Book Award
Der Norma Farber First Book Award wird seit 1994 jährlich von der Poetry Society of America (PSA) vergeben „for a first book of original poetry written by an American and published in either a hard or soft cover in a standard edition during the calendar year“.
Der Lyrikpreis wurde gestiftet von der Familie und dem Freundeskreis der Lyrikerin Norma Farber. Ein Exemplar der mit dem Preis prämierten Bücher wird an die PSA-Fördermitglieder verschickt. Die Auszeichnung ist mit 500 Dollar Preisgeld dotiert.

## Preisträger
- 2020 – Zaina Alsous, A Theory of Birds (Juror: Matthew Shenoda)
- 2019 –	Anna Maria Hong, Age of Glass (Juror: Geoffrey G. O’Brien)
- 2018 –	Eve L. Ewing, Electric Arches (Jurorin: Elizabeth Macklin)
- 2017 –	Vincent Toro, Stereo. Island. Mosaic. (Jurorin: Natalie Diaz)
- 2016 –	Magdalena Zurawski, Companion Animal (Jurorin: Jennifer Moxley)
- 2015 –	Cathy Linh Che, Split (Juror: Adrian Matejka)
- 2014 – R. Erica Doyle, proxy (Jurorin: Maggie Nelson)
- 2013 – Nick Twemlow, Palm Trees (Juror: Timothy Liu)
- 2012 – Emily Kendal Frey, The Grief Performance (Juror: Dana Levin)
- 2011 – John Beer, The Waste Land and Other Poems (Juror: Bin Ramke)
- 2010 – Scott Coffel, Toucans in the Arctic (Juror: Edward Hirsch)
- 2009 – Richard Deming, Let’s Not Call It Consequence (Jurorin: Martha Ronk)
- 2008 – Catherine Imbriglio, Parts of the Mass (Juror: Thylias Moss)
- 2007 – Kate Colby, Fruitlands (Jurorin: Rosemarie Waldrop)
- 2005 – Karen An-hwei Lee, In Medias Res (Juror: Cole Swensen)
- 2004 – Brenda Coultas, A Handmade Museum (Jurorin: Lyn Hejinian)
- 2003 – Sean Singer, Discography (Juror: Allen Grossman)
- 2002 – Jennifer Michael Hecht,  The Next Ancient World (Juror: David Leham)
- 2001 – V. Penelope Pelizzon, Nostos (Juror: August Kleinzahler)
- 2000 – Lisa Lubasch, How Many More of Them Are You? (Juror: John Yau)
- 1999 – Hettie Jones,  Drive: Poems (Jurorin: Naomi Shihab Nye)
- 1998 – Rebecca Reynolds, Daughter of the Hangnail (Jurorin: Ann Lauterbach)
- 1997 – Susan Yuzna, Her Slender Dress (Juror: Michael Weaver)
- 1995 – Barbara Hamby, Delirium
- 1994 – Sophie Cabot Black, The Misunderstanding of Nature[2]